# Gunung Tanggang
Gunung Tanggang är ett berg i Indonesien.   Det ligger i provinsen Lampung, i den västra delen av landet, 200 km väster om huvudstaden Jakarta. Toppen på Gunung Tanggang är 1 162 meter över havet.
Terrängen runt Gunung Tanggang är huvudsakligen kuperad. Gunung Tanggang är den högsta punkten i trakten. Runt Gunung Tanggang är det ganska tätbefolkat, med 116 invånare per kvadratkilometer. I omgivningarna runt Gunung Tanggang växer i huvudsak städsegrön lövskog.